# Brenzikofen
Brenzikofen là một đô thị ở huyện Konolfingen ở bang Berne ở Thụy Sĩ. Đô thị này có diện tích 2,2 km², dân số tháng 12 năm 2020 là 481 người.